# Nitenpiram
El nitenpiram és un insecticida de la família dels neo-nicotenoids que s'utilitza en l'àmbit de la veterinària per matar insectes paràsits externs (normalment les puces) dels animals domèstics i el bestiar.
És una neurotoxina que bloqueja la capacitat de transimissió dels missatgers neuronals de les puces, de manera els causa la mort instantània.
La seva fórmula molecular és C11H15ClN₄O₂ i el seu nom sistemàtic: (E)-N-(6-cloro-3-piridimetil)-N-etil-N'-metil-2-nitrovinilidenediamina.